# Rafael Santos i Torroella
Rafael Santos i Torroella (Portbou, 1914 – Barcelona, 2002) fou un crític d'art, traductor, poeta i dibuixant català. Com a crític, va ser considerat una autoritat en l'univers artístic. És reconegut especialment pels seus escrits i llibres sobre Joan Miró, Pablo Picasso i Salvador Dalí.
Era germà de l'artista Ángeles Santos Torroella i marit de l'activista cultural i traductora, María Teresa Bermejo, amb qui va col·laborar en diversos projectes.

## Biografia

### Infantesa
Rafael Santos va néixer a Portbou, el 1914. Fill de Julián Santos Estévez —funcionari de duanes de Salamanca— i Aurelia Torroella, originària de l'Empordà, tenia vuit germans. Al llarg de la seva infantesa, la família va viure a diversos llocs de la zona fronterera (Portbou, la Jonquera, el Portús…) a causa de la feina del pare. El 1921 la família es va establir en un petit poble de la província de Salamanca, on van passar aproximadament tres anys. El 1924 es van traslladar a Ayamonte (Huelva). Val a dir que la família sempre passava els estius a casa dels avis, a Portbou, poble que la seva germana Ángeles Santos qualificà posteriorment com a paradís.

### Estudis
Amb 15 anys obtingué el Batxillerat Elemental al Instituto Nacional de Segunda Enseñanza de Salamanca. Estudià dret a la universitat de Valladolid, a la qual es matricula l'any 1930. De forma lliure assistí al Seminari d’Art i Arqueologia de la mateixa universitat. Allà conegué Antonio Tovar. Tots dos foren membres del claustre universitari de la Universitat: Rafael Santos Torroella en qualitat de representant dels estudiants de Dret; Tovar en representació dels estudiants de Filosofia i Lletres. Durant la seva etapa universitària a Valladolid va afiliar-se al Partit Comunista d'Espanya (PCE). El 1934 s'instal·la a Barcelona i s'allunya del nucli familiar per desavinences amb el pare. Llevat dels estudis a Valladolid, Santos Torroella no va completar cap altre curs d'ensenyament superior fins que el 1981 obtingué el títol de Llicenciat en Belles Arts per la Universitat de Barcelona.

### Guerra Civil
Durant la guerra civil milità a les Joventuts del Partit Socialista Unificat de Catalunya (PSUC) i col·laborà en diferents publicacions de la reraguarda, entre els quals el setmanari Juliol (Barcelona, 1936) dirigit per Teresa Pàmies. El 1938 guanyà el premi de poesia Combatiente del Este (València, 1938). El mateix any és allistat al front amb el Batalló de Sapadors-Minadors del 4t Cos de l'Exèrcit de la República i les tropes franquistes el capturen i el fan presoner. Durant el seu captiveri, Antonio Tovar intervé per impedir la sentència de pena de mort contra Santos Torroella. És excarcerat el 18 de març del 1940 i el règim l'inhabilita per exercir qualsevol càrrec polític o públic. Li retiren el passaport i ell s'imposa un exili en una propietat familiar a Peñarrubia i posteriorment a Salamanca.

### Postguerra. Madrid
Entre els anys 1940 i 1944 va col·laborar als periòdics de Salamanca El Adelanto i La Estafeta Literaria. Juntament amb Antonio Tovar funda i participa en les revistes d'àmbit acadèmic Lazarillo i Cátedra, un òrgan del SEU. En el marc de les activitats generades al voltant d'ambdues revistes coneix a qui serà la seva esposa, María Teresa Bermejo, qui també va col·laborar-hi en qualitat de traductora. Com que l'atreu l'ambient cultural de la ciutat viu a Madrid des del 1944 i és un habitual de les tertúlies del Café Gijón i del grup Juventud Creadora, format per Gerardo Diego i Víctor Ruiz Iriarte, entre d'altres. En aquesta etapa de connexions amb artistes i intel·lectuals a la capital de l'estat fa amistat amb Camilo José Cela.

### Carrera laboral. Barcelona
L'any 1947, María Teresa Bermejo i ell van traslladar-se a Barcelona i, per iniciativa de Josep Maria Junoy, van fundar l'Editorial Cobalto. Junoy n'era el director, Rafael Santos Torroella el subdirector i María Teresa Bermejo, la secretària. L'any 1948 Junoy va abandonar l'editorial, aparentment per una polèmica lingüística i Rafael Santos Torroella i María Teresa Bermejo van convertir-se en els responsables del projecte. A recer de l'editorial germina el Club Cobalto 49, amb la voluntat de promocionar l'art nou. La feina a Cobalto l'aproxima al grup Dau al set i l'enllaçarà a Antoni Tàpies amb una fecunda i perdurable amistat.
Pel prestigi que va guanyar gràcies als seus articles i la notorietat de l'editorial, va merèixer assistir a la primera edició de l'Escola d'Altamira, també coneguda com les Converses Internacionals de Santillana del Mar, que es van celebrar el 1949 sota els auspicis de Mathías Goeritz. L'any següent també fou present a la segona edició.
Es casà amb María Teresa Bermejo a la Basílica de Santa Maria de Montserrat el 18 de febrer del 1950. Joan Miró actuà de padrí de la cerimònia. La residència del matrimoni al carrer Muntaner de Barcelona va convertir-se en un punt de reunió d'artistes i intel·lectuals. Rebien les visites de Carles Riba, Clementina Arderiu, Dionisio Ridruejo, Carlos Barral, Blas de Otero, Maruja Mallo, José Agustín Goytisolo, Josep Antoni Coderch, etc.
A partir de la dècada dels 50 ocupà col·locacions rellevants en l'organització de grans manifestacions artístiques patrocinades pel règim, va fer oblidar la seva depuració i restà, doncs, plenament rehabilitat per exercir la seva professió, com a particular, a l'empara de l'aparell de la dictadura. En aquest sentit, col·laborà en els preparatius de la I Biennal Hispanoamericana d'Art (1951) i fou assessor del Pavelló espanyol de la IX Triennal de Milà (1951) a invitació de l'arquitecte Josep Antoni Coderch. En aquesta ocasió recuperà el passaport retirat després de la Guerra Civil. Subsegüentment, és nomenat secretari del Congrés de Poesia, una iniciativa de la Direcció General d'Ensenyament Universitari. Santos Torroella va ser l'ànima dels tres Congressos de Poesia que es van celebrar a Segòvia (1952), Salamanca (1953) i Santiago de Compostel·la (1954) i va forçar, per primera vegada en el franquisme, que autors en català reputats com Marià Manent i Carles Riba compartissin un àmbit de predomini castellà en un acte oficial del règim, a pesar del context de persecució planificada a la llengua, la cultura i la identitat catalanes.
En l'interval de la celebració dels Congressos de Poesia tingué temps de participar en l'expedició de crítics espanyols a la II Biennal Hispanoamericana d'Art (1953) a L'Havana, en qualitat de corresponsal del diari El Noticiero Universal i de la revista El Correo Literario. En aquest període es dissol l'Editorial Cobalto per un conflicte entre Rafael Santos Torroella i Alexandre Cirici. Quan Barcelona acull la III Biennal Hispanoamericana d'Art (1955) hi incideix prou perquè es concedeixi el tercer premi del certamen a Antoni Tàpies.
Rafael Santos Torroella no va abandonar mai la visió renadiva de l'art i constantment establia lligams amb els representants de les noves expressions pictòriques i empenyia la consolidació dels moviments més innovadors. I va encarnar aquesta vocació en la constitució del grup Zero Figura, un col·lectiu que va estar en funcionament del 1960 al 1963, que presentava els seus treballs al públic per mitjà de la col·laboració amb la Sala Gaspar de Barcelona. Van realitzar quatre exposicions col·lectives. Els integrants eren Santos Torroella, Joan Josep Tharrats, Joan Claret, Joan Hernández Pijuan i Joan Vilacasas.
El 1960 debutà en la docència. Es titulà com a professor de dibuix a l'Escola Superior de Belles Arts Sant Jordi de Barcelona i fou nomenat catedràtic interí de l'assignatura Pedagogia del dibuix. Dos anys més tard ostentà el càrrec de secretari de l'Escola i el 1963 guanyà la plaça de professor numerari i va impartir l'assignatura d'Història de l'Art. No obstant això, va dimitir de la secretaria el 1964 per diferències amb l'equip directiu. Continuà la seva labor docent i el 1972 ocupà la subdirecció del centre.
En aquesta època de maduresa diverses institucions culturals van brindar dignitats a Rafael Santos Torroella. El Col·legi d'Arquitectes de Catalunya i les Balears el designà director de la Comissió de Cultura el 1967, és escollit acadèmic de la Real Academia de Bellas Artes de San Fernando el 1974 i l'Associació Espanyola de Crítics d'Art el designà vicepresident d'honor. Més endavant, el febrer del 1985, també és nomenat acadèmic de la Reial Acadèmia de Belles Arts de Sant Jordi i el 1987 es convertí en professor emèrit de la Universitat de Barcelona.
Malgrat la seva fama és fruit dels afanys com a crític i, secundàriament, com a poeta, Santos Torroella també va conrear les Belles Arts des del punt de vista creatiu. Que era un excel·lent dibuixant ho palesa l'experiència de professor de dibuix a l'Escola Superior de Belles Arts de Sant Jordi. Tot i això, no va dur a terme la seva primera exposició individual fins al 1976. Consistia en una galeria de retrats i la va acollir la Sala Rovira de Barcelona amb el títol Gente de mi tiempo. Posteriorment la mostra va viatjar a la Pic Galeria de Vilanova i la Geltrú. Encara, el 1980 va exposar a La Pinacoteca de Barcelona una mostra de dibuixos i paisatges.

### Reconeixement i llegat
Santos Torroella va ser autor de diversos llibres sobre Joan Miró, Pablo Picasso i Salvador Dalí, entre d'altres, i contribuí a renovar el panorama artístic català després de la guerra, treballs que el portaren a ser considerat una autoritat en l'univers artístic. Els seus estudis, especialment els dedicats a Miró i a Dalí, es poden consultar en biblioteques arreu del món.
En el camp literari, Santos Torroella publicà diversos volums de poesia en castellà i publicà en premsa, residualment, algunes poesies en català. També va realitzar traduccions de l'anglès i el francès, especialment de llibres infantils i estudis d'art. Va traduir poesies de Fernando Pessoa i Carles Riba i fou un dels descobridors del talent de Joan Brossa. Sobre Joan Brossa, a l'any 1951 va publicar la primera traducció d'una obra seva en castellà.
Va rebre honors destacables per la seva faceta de poeta i, essencialment, per l'ofici de crític. El 1955 van adjudicar-li el Premi Ciutat de Barcelona pel poemari Hombre Antiguo. Van atorgar-li el Premi Juan Boscán de poesia del 1959, el Premi Camón Aznar de Crítica d'Art del 1971 i el Premi de l'Associació Catalana de Crítics d'Arts el 1996. La Universitat de Barcelona el va condecorar amb la Medalla de Plata de la Universitat el 1984. Fou distingit amb la Creu de Sant Jordi de la Generalitat de Catalunya l'any 1992 i amb la Medalla d'Or al Mèrit en les Belles Arts, lliurada pel govern espanyol. També fou membre de la Reial Acadèmia Catalana de Belles Arts de Sant Jordi.
Hi ha dibuixos seus a diversos museus catalans, com el Museu de l'Empordà, el Museu de l'Hospitalet, el Museu de Valls i el Museu d'Història de la ciutat de Girona.

### Mort
A partir del 1998 l'estat de salut de Rafael Santos Torroella va decaure i no va emprendre cap més tasca ressenyable per al seu currículum. La seva forma va deteriorar-se progressivament fins que va morir a Barcelona la nit del 29 al 30 de març del 2002, a l'edat de 89 anys. Les cendres reposen al cementiri de Portbou.

## Obra completa
- Rubén Darío, ilustraciones de Rafael Santos Los motivos del lobo Barcelona: La Polígrafa, 1950
- Salamanca Barcelona: Noguer, 1958. El 1964 i 67 n'aparegueren edicions en castellà, anglès, alemany i francès
- Rafael Santos; aquarel·les de Federico Lloveras Viaje artístico por España Barcelona: Polígrafa, 1975
- Santos Torroella, [recopilador de l']antologia; aquarel·les d'Estrada Vilarrasa Pintura. Poesía del mar Barcelona: Aganipe, 1981
- R.Santos, editor Salvador Dalí corresponsal de J. V. Foix, 1932-1936 Barcelona: Mediterrània, 1986

### Poesia
- Ciudad perdida Barcelona: Cobalto, 1949
- Sombra infiel Madrid: Rialp, 1952
- Nadie: poemas del avión Melilla: Cremades, 1954
- Cerrada noche Barcelona: Instituto de Estudios Hispánicos, 1959. Premi Boscán
- Poesías (1935-1962) Buenos Aires: Losada, 1964
- 4 poemas de Rafael Santos Torroella Barcelona: Sala Gaspar, 1967
- Sueños Barcelona: Rafael Santos, 1976
- Cuaderno-77 Barcelona: Rafael Santos, 1977
- Cuaderno-78 Barcelona: Rafael Santos, 1978
- Antología poética Madrid: Visor, 1996

### Crítica i estudis d'art
- Valeriano Bécquer Barcelona: Cobalto, 1948
- El cartel Barcelona: Argos, 1949
- Salvador Dalí Madrid: Afrodisio Aguado, 1952
- Vilacasas Barcelona: Zen, 1961
- Corberó Madrid: Editora Nacional Magerit, 1962
- Xavier Regas Madrid: Editora Nacional Magerit, 1962
- Marcel Martí Madrid: Ateneo de Madrid, 1963
- Evarist Vallès Barcelona: Tall. tip. Ariel, 1964
- Miguel Capel Barcelona: Galería René Metras, 1965
- Del románico al pop art Barcelona: Edhasa, 1966
- Grau-Garriga Madrid: Sala de Exposiciones de la Dirección General de Bellas Artes, 1968
- Julio Antonio: exposición antológica (Barcelona, Escuela Superior de Bellas Artes de San Jorge) Madrid: Dirección General de Bellas Artes, 1969
- Revisiones y testimonios: dietario artístico Barcelona: Taber, 1969
- Manuel Capdevila y la "generación prohibida" Barcelona: Sala Parés, 1972
- El pintor Francisco Miralles (1848-1901) Barcelona: RM, 1974
- Dibujos de Grau Sala Madrid: Ibérico Europea de Ediciones, 1976
- En torno a Ángel López-Obrero y su obra ejemplar Córdoba: Librería Luque, 1976
- Pruna Bilbao: La Gran Enciclopedia Vasca, 1976
- Tharrats Bilbao: La Gran Enciclopedia Vasca, 1976
- Hartung: olis i aiguades damunt cartró 1973-1977 Barcelona: Galeria Joan Prats, 1977
- "J.Fin" (José Vilató Ruiz) 1916-1969 Madrid: Galería Ponce, 1977
- Jorge Castillo: seis constantes de su pintura Barcelona: Galeria Joan Prats, 1978
- Agustí Río Bilbao: La Gran Enciclopedia Vasca, 1981
- Estrada Vilarrasa Bilbao: La Gran Enciclopedia Vasca, 1981
- Marià Llavanera (1890-1927) Figueres: Museu de l'Empordà, 1984
- La miel es más dulce que la sangre: las épocas lorquiana y freudiana de Salvador Dalí Barcelona: Seix Barral, 1984
- Rafael Santos, asesor y supervisor Diccionario "Ràfols" de artistas contemporáneos de Cataluña y Baleares Barcelona: Ed. Catalanes, 1985-1989
- Rafael Santos, director Enciclopèdia vivent de la pintura i l'escultura catalanes Barcelona: Àmbit, 1985
- Salvador Dalí i el Saló de Tardor, discurs d'ingrés de l'acadèmic electe Rafael Santos i Torroella Barcelona: Reial Acadèmia Catalana de Belles Arts de Sant Jordi, 1985
- Ramon Pichot Barcelona: Àmbit, 1986
- Rafael Santos, Xavier Amir Els realismes de Joan Padern Palafrugell: Xavier Amir, 1986
- Fortuny Barcelona: Nou Art Thor, 1988. Segona edició
- Rafael Santos, María José Casado El Greco Madrid: SARPE, 1988
- Rafael Santos, María José Casado urillo Madrid: SARPE, 1988
- Rafael Santos, María José Casado Picasso Madrid: SARPE, 1988
- Rafael Santos, María José Casado Sorolla Madrid: SARPE, 1988
- Rafael Santos, María José Casado Dalí Madrid: SARPE, 1990
- Dalí residente Madrid: CSIC, 1992
- Natura morta Barcelona: Galería Trama, 1992
- Vert-Nibet Barcelona: Galeria d'Art Grifé & Escoda, 1992
- Dalí, época de Madrid Madrid: Residencia de Estudiantes, 1994, 2004. 2 edicions
- 35 años de Joan Miró Barcelona: Parsifal, 1994
- Rafael Santos, Daniel Giralt-Miracle, Joan Perucho Galeria de retrats: Dibuixos i aquarel·les, Museu de l'Empordà Figueres: Ajuntament, 1995
- La trágica vida de Salvador Dalí y otras indagaciones dalinianas Barcelona: Parsifal, 1995
- "Los putrefactos" de Dalí y Lorca: historia y antología de un libro que no pudo ser Madrid: CSIC, 1998
- Rafael Santos Torroella entrevista a Miró, Dalí i Tàpies Barcelona: Universitat de Barcelona, 2004
- Rafael Santos; edición de María Teresa Bermejo de Santos Torroella, Ricard Mas Peinado El primer Dalí, 1918-1929: catálogo razonado València: Institut Valencià d'Art Modern, 2005

### Traduccions i antologies destacades
- Luis Cernuda; introducción y selección de Rafael Santos Antología poética Esplugues de Llobregat: Plaza & Janés, 1989. Sisena edició
- E.H.Gombrich; traducción de Rafael Santos Historia del Arte Madrid: Alianza
- Fernando Pessoa; traducción de Rafael Santos Poemas escogidos de Fernando Pessoa Barcelona: Plaza & Janés
- Carles Riba; Rafael Santos i Paulina Crusat, traductores Antología poética de Carles Riba Madrid: Ínsula, 1956 
  - Selección, traducción i prólogo de Rafael Santos Antología: texto bilingüe Esplugues de Llobregat: Plaza & Janés, 1983
  - Traducción de Rafael Santos Salvatge Cor = Salvaje corazón Madrid: Visor, 1988

## Arxiu i Biblioteca Rafael i María Teresa Santos Torroella
L'any 2014 l'Ajuntament de Girona, en paral·lel a l'adquisició del fons artístic Santos Torroella, va rebre en donació l'Arxiu i Biblioteca Rafael i María Teresa Santos Torroella per part dels hereus de María Teresa Bermejo. Els treballs de tractament són a càrrec de l'Arxiu Municipal de Girona.

### Fons Documental
El fons documental de l'Arxiu i Biblioteca Rafael i María Teresa Santos Torroella inclou documentació relativa a: 
- Biennals Hispanoamericanes d'Art: Les Biennals Hispanoamericanes d'Art foren uns certàmens d'art contemporani, organitzats per l'Institut de Cultura Hispànica,que van comptar amb tres edicions i es van celebrar a Madrid (1951), a l'Habana (1954) i a Barcelona (1955), respectivament. Rafael Santos Torroella hi va tenir un paper destacat, en qualitat d'organitzador i membre del jurat. L'Arxiu conté els documents de gestió, la correspondència entre els organitzadors i els participants, a més de fotografies, catàlegs i articles de premsa. Cal destacar el text original del cèlebre discurs de Salvador Dalí “Picasso y yo”, pronunciat al Teatro María Guerrero de Madrid, l'any 1951, en el marc de la primera Biennal, en què arremet contra Pablo Picasso per titllar l'acte d'esdeveniment maquillador del règim franquista.[11]
- Col·lecció fotogràfica: L'Arxiu compta amb més d'un miler de fotografies amb àlbums familiars de la família Santos Torroella, així com reportatges dels diferents esdeveniments culturals en què Rafael Santos i María Teresa Bermejo hi van prendre part. Entre aquests, cal destacar dos àlbums fotogràfics amb imatges del I Congrés de Poesia a Segòvia (1952), les fotografies del Pavelló Espanyol a la IX Triennal de Milà, així com el reportatge del casament de Rafael Santos amb María Teresa Bermejo – en què Joan Miró va ser el padrí de noces-, i les vacances a Cadaqués, juntament amb Salvador Dalí i d'altres artistes que també hi feien cap.
- Congressos de poesia: Els congressos de poesia de Segòvia (1952), Salamanca (1953) i Santiago de Compostela (1954) van ser una iniciativa de Rafael Santos Torroella. Els Congressos van ser la primera trobada de poetes de la península ibèrica en diferents llengües després de la Guerra Civil. Entre els documents més destacats a l'Arxiu, s'hi troben els àlbums fotogràfics de les diferents edicions, articles de premsa, documents de gestió, acreditacions dels participants, correspondència entre els organitzadors i els participants, publicacions generades en el marc de tots tres esdeveniments, etc.
- Correspondència: l'Arxiu compta amb més de 6.000 cartes, gairebé 1.700 corresponsals directes i més de 300 personalitats citades. Pintors, escultors, dibuixants, ceramistes, gravadors i d'altres artistes vinculats amb les arts plàstiques ocupen bona part del catàleg de la correspondència qui, juntament amb escriptors i poetes, fan gran el compendi de creadors presents a l'Arxiu. D'entre tota aquesta correspondència cal subratllar l'intercanvi de cartes entre Federico García Lorca i Salvador Dalí amb Pepín Bello, datades entre els anys 1925 i 1927, i la correspondència de Joan Miró amb el poeta Paul Éluard, amb l'escultor Alberto Giacometti, amb els pintors Henri Matisse i Georges Hugnet, amb el filòsof Jacques Maritain, amb els escriptors Max Jacob, Ramón Gómez de la Serna, Ernest Hemingway i Jacques Viot, amb el poeta Tristán Tzara i amb el crític d'art, Carl Einstein. Paral·lelament a la llarga llista de creadors, la correspondència de l'Arxiu també inclou un ampli repertori de personalitats relacionades de manera directa amb el món de la difusió cultural. No podria ser d'una altra manera: si la tasca creadora té sentit és perquè es nodreix d'una xarxa de suport que permet acostar les arts al públic i a la inversa. D'entre aquests mitjancers entre art i ciutadania, val la pena posar en relleu la nissaga Maragall, al capdavant de la històrica Sala Parés de Barcelona, la correspondència amb els propietaris de la Sala Gaspar, compromesa amb l'art d'avantguarda des de l'any 1909, a més de les grans galeries d'art parisines, lloc d'encontre d' artistes i intel·lectuals de talla internacional.
- Editorial Cobalto: [12] L'editorial fou un dels projectes més importants de Rafael Santos Torroella i María Teresa Bermejo. Cobalto va ser una editorial especialitzada en art, nascuda l'any 1947 a Barcelona. El contracte de fundació fou signat pel periodista, dibuixant i poeta, Josep Maria Junoy, en qualitat de director, Rafael Santos Torroella, com a subdirector i María Teresa Bermejo, com a secretària. L'Editorial també s'encarregava de la publicació de la revista «Cobalto, Arte antiguo y moderno». L'Arxiu conté documents de gestió de la societat – a més del contracte de fundació -, documentació organitzativa, fotografies i catàlegs de totes les exposicions, una mostra de les publicacions i revistes editades, l'únic número publicat de la revista «Joc Net», documents preliminars, reproduccions d'obres d'art i el segell de l'empresa, entre d'altres.
- Club Cobalto 49: la fusió entre els antics membres del col·lectiu ADLAN (Amics de l'Art Nou: 1932-1936) I l'editorial Cobalto, va donar lloc a la fundació de associació Club Cobalto 49, a l'any 1949 a Barcelona. Els socis fundadors van ser Rafael Santos, María Teresa Bermejo, Sebastià Gasch, Joan Prats, Joaquim Gomis, Sixt Illescas i Eudald Serra. L'objectiu de l'associació era la dinamització de l'art contemporani. L'Arxiu disposa dels catàlegs de les diferents exposicions, correspondència entre els fundadors i tercers, exemplars de la revista Cobalto 49, fotografies i documents de gestió.
- Dau al Set: Rafael Santos Torroella fou un col·laborador del grup artístic d'avantguarda de Dau, creat a Barcelona l'any 1948. Els membres fundadors van ser el poeta Joan Brossa, el filòsof Arnau Puig, els pintors Joan Ponç, Antoni Tàpies, Modest Cuixat i Joan-Josep Tharrats. Els documents sobre les dues exposicions celebrades, una mostra de gairebé la pràctica totalitat dels 56 números de la revista «Dau al set» i correspondència vinculada al grup, també es troben entre la documentació present a l'Arxiu.
- Escola d'Altamira: L'Escola d'Altamira va comptar amb dues edicions, a l'any 1949 i a l'any 1950, totes celebrades a Santillana del Mar. L'Escola fou un projecte impulsat pel pintor Mathias Goeritz amb l'objectiu d'esperonar l'avantguarda artística espanyola. Rafael Santos Torroella, entre d'altres personalitats, formava part del nucli organitzador. Sobre l'Escola d'Altamira l'Arxiu compta amb documents de gestió, fotografies, textos mecanografiats i manuscrits amb totes les conferències, catàlegs, programes d'actes i correspondència.
- Galeries Dalmau: Entre la documentació de l'Arxiu hi destaca el fons documental de les Galeries Dalmau de Barcelona. Les Galeries Dalmau van ser el principal focus de l'art d'avantguarda a Barcelona i, per extensió, a Catalunya. Van ser fundades a l'any 1906 pel pintor, marxant i restaurador, Josep Dalmau i Rafael (Manresa, 1867-Barcelona, 1937) i van cessar la seva activitat l'any 1930. El fons està constituït per documents textuals, però també conté fotografies i retalls de premsa. S'hi troba correspondència entre Josep Dalmau amb els artistes (Pablo Picasso, Salvador Dalí, Joan Miró, Francis Picabia, Juan Gris, Albert Gleziers, André Breton, etc)  a més dels catàlegs i les invitacions de les exposicions realitzades i els documents de gestió de les galeries. La documentació de les Galeries Dalmau constitueix un testimoni imprescindible per entendre el context artístic barceloní, però també mundial, de les primeres dècades del segle xx.[13][14][15][16]
- Homenatges i condecoracions: La tasca de Rafael Santos Torroella en favor de l'art va ser àmpliament reconeguda i homenatjada, abans i després de la seva mort. Entre aquests homenatges és imprescindible posar en relleu la documentació relativa a la concessió de la Creu de Sant Jordi, per part de la Generalitat de Catalunya l'any 1992, els homenatges de diferents institucions amb motiu del seu 80è aniversari, les làmines amb dibuixos dels alumnes de Belles Arts de la Facultat de Barcelona reconeixent-li la tasca de professor o la Medalla d'Or de les Belles Arts, concedida pel govern espanyol a l'any 1990. També cal destacar el seu discurs d'ingrés a la Reial Acadèmia Catalana de Belles Arts de Sant Jordi. Paral·lelament a tots els homenatges dedicats a la seva persona, Rafael Santos també fou l'impulsor d'actes de tribut a diferents personalitats. Sobre aquesta faceta, cal destacar l'homenatge al poeta Carles Riba, amb motiu del seu seixantè aniversari.[17]A l'any 1953 un grup d'amics van dedicar-li un homenatge i un manifest signat per diferents personalitat. La recollida de signatures va anar a càrrec de Rafael Santos Torroella. Al catàleg de la correspondència s'hi troben totes les cartes enviades per Rafael Santos Torroella a diferents personalitats convidant-les a formar part de la relació de persones signants. Entre aquestes s'hi troben els poetes, Ildefonso Manuel Gil i Gerardo Diego, l'escriptor, Gregorio Marañón, els escultors, Cristino Mallo i Àngel Ferrant, l'actriu, Conchita Montes, entre molts d'altres.
- Premis d'art i literatura: L'Arxiu també compta amb documentació sobre premis d'art i literatura en què Rafael Santos Torroella va resultar premiat, hi va concórrer o va formar part del jurat. Alguns dels premis més destacats són el Premi Ciutat de Barcelona (en l'edició de l'any 1956 Rafael Santos va obtenir el primer premi per l'obra Hombre Antiguo), el Premio Boscán (en l'edició de any 1959, Santos Torroella va ser premiat per l'obra Cerrada Noche), la documentació generada amb motiu de les diferents edicions de la Fira del Dibuix de Barcelona i el Premio Camón Aznar (Saragossa) dedicat a les Arts.
- Triennal de Milà: L'arxiu disposa de documentació relativa a la IX Triennal de Milà a l'any 1951, en què Espanya va participar-hi per primera vegada. El projecte i la realització del pavelló espanyol d'aquest certamen d'art va anar a càrrec de l'arquitecte català Josep Antoni Coderch. Rafael Santos Torroella i María Teresa Bermejo van ser els encarregats de la selecció i la disposició de les peces exposades. S'hi van exposar talles romàniques, un quadre de Joan Miró, escultures d'Àngel Ferrant, Eudald Serra i Jorge Oteiza, peces d'orfebreria, teixits, gravats, ceràmica, etc. El certamen fou un èxit i va guanyar dos diplomes d'honor, cinc medalles d'or i altres reconeixements menors. A l'Arxiu s'hi troben catàlegs, reproduccions de les obres participants, correspondència entre Coderch i el matrimoni Santos Torroella i tercers, postals, factures i altres documents de gestió, articles de premsa i fotografies.
- Zero Figura: L'Arxiu també compta amb fotografies, documents de gestió, correspondència i catàlegs d'exposicions organitzades per aquest grup artístic, format a Barcelona per Rafael Santos Torroella i els artistes Joan Vilacasas, Joan Josep Tharrats, Joan Hernández Pijuan i Joan Claret.